# Luis Alayza y Paz Soldán
Luis Alayza y Paz Soldán, (Lima, 30 de noviembre de 1883-15 de noviembre de 1976) fue un diplomático y escritor peruano. Estudió y fue catedrático en la Universidad San Marcos.

## Biografía
Hijo de Narciso Alayza y Rivero, de Moquegua, y Elena Paz Soldán y Unanue, de Lima, nieta de Hipólito Unanue y Pavón, tarapaqueño prócer de la independencia del Perú. Fue hermano menor de Francisco Alayza y Paz Soldán y tío de Ernesto Alayza Grundy. Aunque naciera en la calle Belén, Luis Alayza y Paz Soldán, se sentía auténtico miraflorino, interior y exteriormente. La conoce desde pequeño, habitó en ella y siempre le ha prodigado sus simpatías y predilecciones. Fue uno de los más empeñosos limeños en lograr la unión de la Capital con el distrito, del que antiguamente se hallaba separado.
De su amor al distrito jardín, hay rotunda afirmación pública en dos de sus libros: Historia y romance del Viejo Miraflores y en Mi país. En ambos recuerda cariñosamente sus visitas, amistades y familiares que residían allí en su niñez y en su primera juventud.
Al filo de los ochenta años, vivía apaciblemente en 1963, en su chalet de El Olivar en San Isidro, parque que él consiguió que fuera donado a la ciudad de Lima y que él mismo diseñara, muy cerca al distrito de sus desvelos. Achacoso y padeciendo de afecciones bronquiales y cardíacas y además de arteriosclerosis, principalmente refugiaba su ancianidad en su biblioteca. Su casa en San Isidro alberga hot el Museo Marina Núñez del Prado.
Fue su bisabuelo Hipólito Unanue, y fue en ejercicio: abogado, economista, diplomático y escritor. Pero es esta última actividad que siempre lo caracterizó por escribir sobre el Perú y los peruanos él es el creador del vocablo "peruanidad". Cabe destacar que fue, durante un breve periodo, ministro de justicia durante el gobierno de José Luis Bustamante y Rivero, cargo del que dimitió por las diferencias surgidas entre él y el entonces ministro de gobierno y luego general golpista Manuel A. Odría.
Su fuerte fue la historia patria, y su pasión los viajes por todo el país. Así durante muchos años lo recorrió, siguiendo las huellas de los conquistadores, libertadores, presidentes, revolucionarios, etc. tomando de las zonas propias la documentación de los cruciales momentos históricos y sus grandes intérpretes.
Pese a que el doctor Alayza y Paz Soldán, fue testigo de la transformación de Miraflores, de villa a gran ciudad, no estaba conforme con el ritmo de su progreso. Pareciera que su cariño hacia el distrito lo hacía exigente. Creyó que no debe estacionarse el avance de prosperidad, y más bien ampliar la velocidad, para hacer de él, uno muy superior, tanto que sea el más importante de todo el Perú. Fue fundador y Presidente de la comisión organizadora del Instituto Sanmartiniano del Perú en 1935, así como su Presidente, reelegido sucesivamente entre 1938 y 1948. Al dejar el cargo fue reconocido como Presidente Honorario Vitalicio en 1960, otorgándosele la distinción Las Palmas Sanmartinianas.
En el 2004, se podía decir que ya Miraflores es uno de los distritos más importantes de todo el Perú, tal como lo quería Luis Alayza y Paz Soldán.
Luego de perdido el Monitor Huáscar, aquel 8 de octubre de 1879, en Punta Angamos y a raíz de la colecta nacional para la adquisición de un acorazado, la madre de Luis Alayza y Paz Soldán, Elena Paz Soldán de Alayza, donó todas sus joyas, ante el peligro en que se encontraba la Patria.

## Obras
- La sed eterna
- Dau-el-kamar
- Clipper y guerra
- León Garaban
- La higuera de Pizarro
- La capa roja
- Unanue, San Martín y Bolívar
- Hipólito Unanue
- El gran mariscal José De La Mar
- La cláusula de la nación más favorecida
- La Constitución de Cádiz de 1812
- Historia y romance del viejo Miraflores
- Las misteriosas islas del Perú
- Tahuantinsuyo
- La campaña de la Breña
- Geografía concertada del Perú
- Las Sociedades Anónimas
- Mi país, geografía e historia